# Septoria glycines
Septoria glycines är en svampart som beskrevs av Hemmi 1915. Septoria glycines ingår i släktet Septoria och familjen Mycosphaerellaceae.   Inga underarter finns listade i Catalogue of Life.